# Valar Morghulis
Valar Morghulis est le dernier épisode de la deuxième saison de la série HBO de medieval fantasy Game of Thrones. L'épisode est diffusé le 3 juin 2012. Il est écrit par David Benioff et D. B. Weiss, et réalisé par Alan Taylor.

## Résumé
Port-Réal célèbre sa victoire sur les hommes de Stannis Baratheon. En récompense, Joffrey fait de Tywin Lannister la nouvelle Main du Roi et remercie l'appui des Tyrell dont la nouvelle alliance est mise en place par Littlefinger. Le roi accepte d'épouser la belle Margaery, sœur de Loras et veuve de Renly, au détriment de Sansa (pour motif de trahison de sa famille). Joffrey oublie sciemment Tyrion, en vie mais défiguré et privé de tout pouvoir. Varis invite la prostitué Ros à espionner Littlefinger pour son compte.
À Peyredragon, Stannis rumine sa défaite et en veut à Mélisandre. Cette dernière continue d'avoir foi en le Seigneur de la Lumière et promet à Stannis une grande victoire.
Theon Greyjoy est forcé d'abandonner Winterfell, assiégée par les hommes du fils de Roose Bolton. Il tente de motiver ses hommes, moins nombreux, pour sortir livrer combat, mais les Fer-nés le trahissent et le capturent, avant que l'un d'eux ne poignarde Mestre Luwin qui tentait d'intervenir. Plus tard, Brann et Rickon sortent de leur cachette, accompagnés par Osha et Hodor. En découvrant leur demeure brulée, ils retrouvent Mestre Luwin, mourant, et lui font leurs adieux avant de partir plus au nord.
Robb trahit sa promesse envers les Frey pour épouser la femme qu'il aime, malgré les tentatives de sa mère de le dissuader. Pendant ce temps, Brienne de Torth continue d'accompagner Jaime Lannister à Port-Réal tout en tuant trois hommes de Robb en cours de route.
Arya croise à nouveau la route de Jaqen H'ghar ; elle apprend qu'il est un assassin du groupe des Sans-Visage de Braavos et elle se voit offrir une pièce qui lui permettra de le retrouver.
À Qarth, Daenerys Targaryen pénètre dans la tour de l'Hôtel des Nonmourants. Elle fait face à des visions : une salle du Trône de Port-Réal, dévastée et enneigée ; le Mur, à l’extérieur duquel elle découvre une tente occupée par Khal Drogo et leur enfant, Rhaego. Pyat Pree, le Conjurateur, apparaît et l'enchaîne avec ses dragons, en lui expliquant que sa magie croît avec eux ; mais Daenerys le surprend et ordonne à ses trois enfants de le brûler vif. Elle récupère enfin ses dragons, enferme Xaro Xhoan Daxos et Doreah, la servante qui l'a trahie, dans un coffre fort avant de piller l'or du Roi de Qarth.
Au-delà du Mur, Jon Snow tue Qhorin Mimain en duel et se prépare à rencontrer Mance Rayder. Pendant ce temps, Sam, Grenn et Edd entendent le cor de la Garde de Nuit sonner « trois fois », pour la première fois depuis des milliers d'années. Sam est témoin du retour des Marcheurs blancs et de l'armée des morts.

## Production

### Scénario
L'épisode a été écrit par les producteurs David Benioff et DB Weiss et réalisé par Alan Taylor. C'était le dernier épisode de Taylor dans la série jusqu'à son retour pour l'épisode de la saison sept Beyond the Wall. L'épisode couvre les chapitres Tyrion XV, Sansa VIII, Theon VI, Arya IX, Bran VII, Daenerys IV et Jon VIII de A Clash of Kings et le prologue et les chapitres Jaime I, Tyrion I et Jon I de A Storm of Swords.  En tant que finale de la saison, Valar Morghulis est un épisode légèrement prolongé,.

### Lieux de tournage
La tour Minčeta situé à Dubrovnik en Croatie, a été utilisée comme extérieur de l'Hôtel des Nonmourants dans la ville de Qarth.